# Pachydema doumeti
Pachydema doumeti är en skalbaggsart som beskrevs av Mayet 1887. Pachydema doumeti ingår i släktet Pachydema och familjen Melolonthidae. Inga underarter finns listade i Catalogue of Life.